# 梶ケ島
梶ケ島（かじがしま）は、兵庫県尼崎市の町名。「丁目」の設定のない単独町名である。住居表示実施済区域。

## 地理
町内を阪神本線、国道2号が通過する。左門殿川を挟んで大阪市西淀川区佃に隣接する。

### 小字
上前島、大町、宅地、浦、宮ノ先、正ノ免、斗田、下島、杭瀬

## 歴史
かつては鍛冶ヶ島または蟹ヶ島からの転化とする説があるが定まっていない。砂洲から成長した土地であり、史料上の初見は文安2年（1445年）の「兵庫北関入船納帳」で、当時は港であった。慶長10年（1610年）の「摂津国絵図」では梶ヵ島と記され村高は120石。江戸時代は尼崎藩領であった。

### 沿革
- 文安2年（1445年） - 史料上の初見。
- 1889年（明治22年）4月1日 - 町村制の施行により、久々知村、下坂部村、潮江村、次屋村、浜村、西川村、善法寺村、額田村、高田村、神崎村、長洲村、杭瀬村、梶ヶ島村、常光寺村、西長洲村、金楽寺村、今福村、大物村が合併して川辺郡小田村が発足。小田村大字梶ヶ島となる。
- 1936年（昭和11年）4月1日 - 小田村が尼崎市と新設合併し、尼崎市（二代目）が発足。尼崎市大字梶ヶ島となる。
- 1958年（昭和33年）2月19日 - 戦災復興土地区画整理事業に伴い梶ヶ島は廃止となり、梶ケ島、杭瀬本町、杭瀬南本町が設置された[7]。

## 世帯数と人口
2021年（令和3年）3月31日現在（尼崎市発表）の世帯数と人口は以下の通りである。
| 町丁   | 世帯数  | 人口  |
| ------ | ------- | ----- |
| 梶ケ島 | 351世帯 | 612人 |

## 学区
市立小・中学校に通う場合、学区は以下の通りとなる（2021年4月時点）。
| 町丁   | 番・番地等 | 小学校             | 中学校             |
| ------ | ---------- | ------------------ | ------------------ |
| 梶ケ島 | 全域       | 尼崎市立浦風小学校 | 尼崎市立小田中学校 |

## 事業所
2016年（平成28年）現在の事業所数と従業員数は以下の通りである。
| 町丁   | 事業所数 | 従業員数 |
| ------ | -------- | -------- |
| 梶ケ島 | 19事業所 | 280人    |

## 交通

### 鉄道
- 阪神本線

### 道路
- 国道2号

## 施設
- 梶ケ島住吉神社（梶ケ島宅地70[10]）
- コーナン杭瀬店（梶ケ島19-1）